# Tour 2003 “Dream'd Live”
『Tour 2003 “Dream'd Live”』（ツアー 2003 “ドリームド ライブ”）は、SOUL'd OUT初のライヴDVDである。

## 概要
SHIBUYA-AXで行われたツアーファイナルの映像を中心に構成したドキュメント映像になっている。

## 収録曲
1. Opening
2. Flyte Tyme (Extended)
3. SOUL'd OUT is Comin'
4. 〜DIGEST SCENE 1〜
5. GAME
6. 〜DIGEST SCENE 2〜
7. S.OMagic
8. ウェカピポ
9. 戦士達 天使達〜Livin' for Today〜
10. Love, Peace & Soul